# Stazione di Roppongi-Itchōme
La stazione di Roppongi-Itchōme (六本木一丁目駅?, Roppongi-Itchōme-eki) è una stazione della metropolitana di Tokyo che si trova a Minato. La stazione offre un accesso diretto alla Izumi Garden Tower e nelle vicinanze si trova l'Ambasciata Italiana.